# Ruibo Qian
Ruibo Qian (* 1. Januar 1983 in Shanghai) ist eine US-amerikanische Schauspielerin in Film, Fernsehen und Theater und Musikerin. Bekannt wurde sie 2025 in der Rolle der Angie Kim in der Serie Daredevil: Born Again.

## Leben und Karriere
Ruibo Qian wurde in Shanghai geboren und wuchs in Texas auf.
Sie absolvierte den BFA in Schauspiel an der Boston University und später ein MFA in Schauspiel an der New York University.
Qian tritt seit 2013 in einer Reihe von Bühnen-, Film- und Fernsehprogrammen auf. Sie erlangte Bekanntheit durch ihre Rollen als Penelope Wu in der Black Mirror-Episode „Smithereens“, als Dr. Bethany in Manchester by the Sea und als Zheng Yi Sao in der HBO-Serie Our Flag Means Death.
2017 spielte Qian in der Inszenierung von The Red Letter Plays: F**king A im Signature Theatre und spielte Violine und Gitarre auf der Bühne.
Im Jahr 2023 trat Qian in der zweiten Staffel der Besetzung von Our Flag Means Death. Sie spielt Susan, die sich als Zheng Yi Sao entpuppt, eine Figur, die auf der wahren historischen Figur basiert.
Seit 2025 ist sie bei Daredevil: Born Again in der Rolle der Angie Kim zu sehen.

## Filmografie

### Film
| Jahr | Titel                 | Rolle           |
| ---- | --------------------- | --------------- |
| 2016 | Manchester by the Sea | Dr. Bethany     |
| 2018 | Viral Beauty          | Tara Zhang      |
| 2019 | Before You Know It    | Schwangere Frau |

### Fernsehen
| Jahr      | Titel                   | Rolle                      | Notes                     |
| --------- | ----------------------- | -------------------------- | ------------------------- |
| 2013      | Whatever This Is.       | Shannon                    | 1 Folge                   |
| 2014      | Broad City              | Janelle                    | 1 Folge                   |
| 2015      | Eat Our Feelings        | Kate                       | 1 Folge                   |
| 2015      | Above Average Presents  | Hipster 3 (als Rubio Qian) | 1 Folge                   |
| 2015      | Jessica Jones           | Mei                        | Folge: "AKA Ladies Night" |
| 2014–2016 | Mozart in the Jungle    | Triangle Tanya             | 10 Folgen                 |
| 2018      | New Amsterdam           | Yong-Mi                    | 1 Folge                   |
| 2019      | The Code                | Lt. Elena Jin              | 1 Folge                   |
| 2019      | The Good Fight          | Hanna                      | 1 Folge                   |
| 2019      | Black Mirror            | Penelope Wu                | Folge: "Smithereens"      |
| 2019      | Orange Is the New Black | 'Mad Megan' Prince         | 2 Folgen                  |
| 2019      | Living with Yourself    | Stillende Frau             | 1 Folge                   |
| 2020      | The Sinner              | Perkins                    | 1 Folge                   |
| 2020      | High Maintenance        | Syd Li                     | 1 Folge                   |
| 2021      | Evil                    | Mila                       | 1 Folge                   |
| 2022      | Servant                 | Mommy                      | 1 Folge                   |
| 2023      | Our Flag Means Death    | Zheng Yi Sao/Susan         | 6 Folgen                  |
| seit 2025 | Daredevil: Born Again   | Detective Angie Kim        | 6 Folgen                  |

## Theater
| Jahr | Titel                           | Rolle           | Regie                  | Venue                         |
| ---- | ------------------------------- | --------------- | ---------------------- | ----------------------------- |
| 2014 | You For Me For You              | Junhee          | Yury Urnov             | Before You Know It            |
| 2014 | Water by the Spoonful           | Orangutan       | Edward Torres          | Old Globe Theatre             |
| 2015 | Red Flamboyant                  | Vung/Trung Trac | Laura Savia            | Calvary-St. George's Parish   |
| 2016 | Tiger Style!                    | Jennifer Chen   | Moritz von Stuelpnagel | Huntington Theatre Company    |
| 2017 | Bull in a China Shop            | Jeannette Marks | Lee Sunday Evans       | Vivian Beaumont Theatre       |
| 2017 | The Red Letter Plays: F**king A | Various roles   | Jo Bonney              | Signature Theatre Company     |
| 2019 | The Great Leap                  | Connie          | Lisa Peterson          | American Conservatory Theater |
| 2019 | Significant Other               | Laura           | Lauren English         | San Francisco Playhouse       |
| 2019 | Becky Nurse of Salem            | Witch           | Anne Kauffman          | Berkeley Repertory Theatre    |
| 2021 | P.S.                            | Adult Ona       | Teddy Bergman          | Ars Nova (theater)            |
| 2022 | Golden Shield                   | Eva             | May Adrales            | Manhattan Theatre Club        |
| 2022 | Bei Anruf Mord                  | Maxine          | Stafford Arima         | Old Globe Theatre             |
| 2023 | Die lustigen Weiber von Windsor | Mrs. Page       | James Vasquez          | Old Globe Theatre             |